# Bárður Oskarsson
Bárður Oskarsson (Tórshavn, 1972. július 18. –) feröeri író, illusztrátor és szerző, aki több irodalmi díjat nyert. Könyveit lefordították dán, norvég, izlandi, francia, német és cseh nyelvre is.

## Életrajz
Gyermekkorában kezdett el rajzolni, néhány rajza megjelent a feröeri gyermek magazinban, a Barnablaðið-ban. Az első könyv, amit illusztrált a nagyapja (Oskar Hermannsson) gyerekkönyve volt, a "Undir tussafjøllum". Miután néhány évig más szerzők könyveit illusztrálta, 2004-ben megjelentette saját "Ein hundur ein ketta og ein mús" (Egy kutya, egy macska és egy egér) című könyvét, aminek egyszerre volt írója és illusztrátora. Oskarsson kapott feröeri, skandináv és német díjat is gyermekkönyveiért.

## Művei

### Gyerekkönyvek, melyeket Bárður Oskarsson írt és illusztrált is
- Ein hundur ein ketta og ein mús, Bókadeild Føroya Lærarafelags (BFL), 2004
  - Le chien, le chat et la souries. Circonflexe 2006 (francia kiadás)
  - Hundurinn, Kótturin og Músin, Mál og Menning, 2007, (izlandi kiadás)
  - En hund, en kat og en mus. Torgard, 2008. (dán kiadás)
  - En Hund en Katt og ei Mus, Orkana, 2013. (norvég kiadás)
- Beinið, BFL, 2007
  - Kødbenet. Torgard, 2008 (Kiadva Dániában)
- Pól, hin kuli giraffurin, BFL, 2007
  - Poul, en cool giraf. Torgard, 2009. (Kiadva Dániában)
- Flata kaninin, BFL, 2011[2]
  - Den flade kanin. Torgard, 2011. (dán kiadás)
  - Das platte Kaninchen, Jacoby & Stuart, 2013 (német kiadás)
  - Den flate Kaninen, Orkana, 2013. (norvég kiadás)
  - The Flat Rabbit (angol fordítás)[3]
- Stríðið um tað góða grasið, BFL, 2012
- Where Are You, Wilbert? 2017

### Gyerekkönyvek, melyeket Bárður Oskarsson illusztrált
- Tussarnir á tussatindi, Oskar Hermannsson, Bókadeild Føroya Lærarafelags (BFL), 1993
- Tunnuflakin, Marianna Debes Dahl, Skúlabókagrunnurin. 1990
- Margreta og Mjólkin, Sigga Vang, BFL, 2002
- Um svidnu pussifelluna og øvuta kúvingin, Guðrun Gaard, BFL, 2003
- Tónalæra 1, 2, 3, 4, Skúlabókgrunnurin, 2004
- Um træskoytur og føðingardagsgávuna sum hvarv, Guðrun Gaard, BFL, 2004
- Um gentur og tunnuflakar og ein ommuprikkutan kjóla, Guðrun Gaard, BFL, 2005

## Magyarul
- A lapos nyuszi; ford. Katona Mária; Közép-európai Sarkvidék Egyesület, Bp., 2018

## Díjak és jelölések
- 2006 - White Raven of The international children`s digital library, Special Mention, for the book Ein hundur, ein ketta og ein mús (English title: A dog, a cat, and a mouse)[1]
- Grunnur Torvald Poulsens, 2005 (scholarship)
- 2006 - West Nordic Council's Children and Youth Literature Prize
- 2007 - Barnabókaheiðursløn Tórshavnar býráðs
- 2013 - White Raven of The international children's digital library for the book Stríðið um tað góða grasið (English title: The quarrel over the good grass)[1]
- 2013 - Der LUCHS-Preis für Kinder- und Jugendliteratur nr. 322 for "Das platte kaninchen", November, 2013.
- 2014 - Nominated for the Nordic Council Children and Young People's Literature Prize for the book Flata kaninin[1]
- 2015 - Received a one-year working grant from Mentanargrunnur Landsins (from the Faroese Ministry of Culture).
- 2016 - Nominated for the Nordic Council Children and Younge People’s Literature Prize for the book Stríðið um tað góða grasið

## Fordítás
- Ez a szócikk részben vagy egészben  a   Bárður Oskarsson című angol Wikipédia-szócikk ezen változatának fordításán alapul.  Az eredeti cikk szerkesztőit annak laptörténete sorolja fel. Ez a jelzés csupán a megfogalmazás eredetét és a szerzői jogokat jelzi, nem szolgál a cikkben szereplő információk forrásmegjelöléseként.